# Еріх Леве
Еріх Леве (нім. Erich Löwe; 24 вересня 1906, Мюльгаузен — 24 грудня 1943, Лозівка, СРСР) — німецький офіцер, оберстлейтенант вермахту (1944, посмертно). Кавалер Лицарського хреста Залізного хреста з дубовим листям.

## Біографія
В 1923 році вступив в рейхсвер шофером. З 1937 року — командир 3-ї роти 65-го танкового батальйону. Учасник Польської і Французької кампаній, а також Німецько-радянської війни. З 1942 року — командир 1-го батальйону 11-го танкового полку. Відзначився у боях на Дінці та Міусі. З вересня 1943 року — командир 501-го важкого танкового батальйону. Загинув у бою.

## Нагороди
- Медаль «За вислугу років у Вермахті» 4-го і 3-го класу (12 років)
- Медаль «У пам'ять 1 жовтня 1938 року»
- Залізний хрест
  - 2-го класу (24 вересня 1939)
  - 1-го класу (22 жовтня 1939)
- Нагрудний знак «За танкову атаку» в сріблі
- Лицарський хрест Залізного хреста з дубовим листям
  - лицарський хрест (4 вересня 1940)
  - дубове листя (№385; 8 лютого 1944, посмертно)
- Медаль «За зимову кампанію на Сході 1941/42» (24 серпня 1942)
- Німецький хрест в золоті (11 березня 1943)